# Dinotrema vulnerator
Dinotrema vulnerator är en stekelart som beskrevs av Robert A.Wharton 2002. Dinotrema vulnerator ingår i släktet Dinotrema och familjen bracksteklar. Inga underarter finns listade i Catalogue of Life.